# Hemeroplanes
Hemeroplanes là một chi bướm đêm thuộc họ Sphingidae.

## Các loài
- Hemeroplanes diffusa - Rothschild & Jordan 1903
- Hemeroplanes longistriga - Rothschild & Jordan 1903
- Hemeroplanes ornatus - Rothschild 1894
- Hemeroplanes triptolemus - (Cramer 1779)

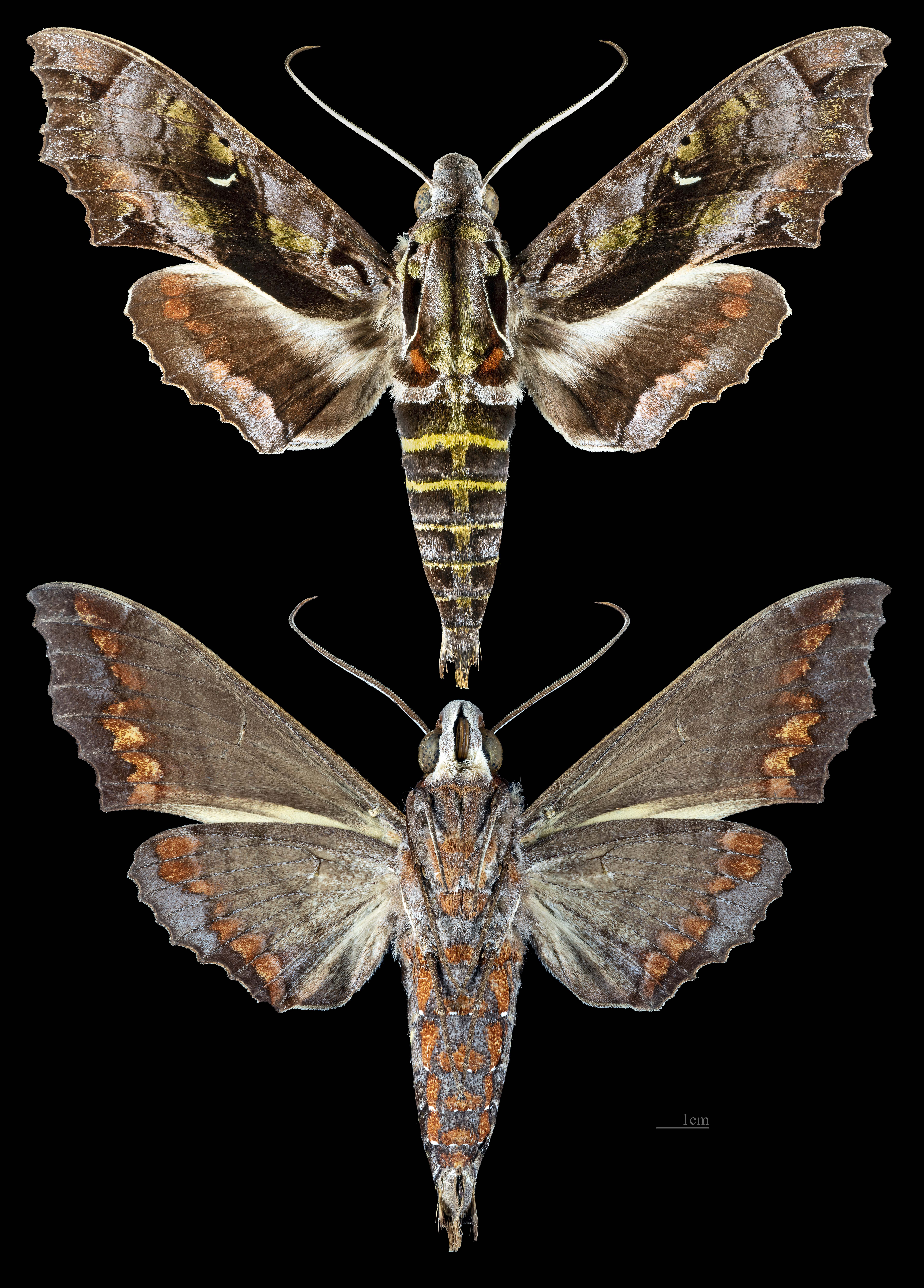
Hemeroplanes diffusa
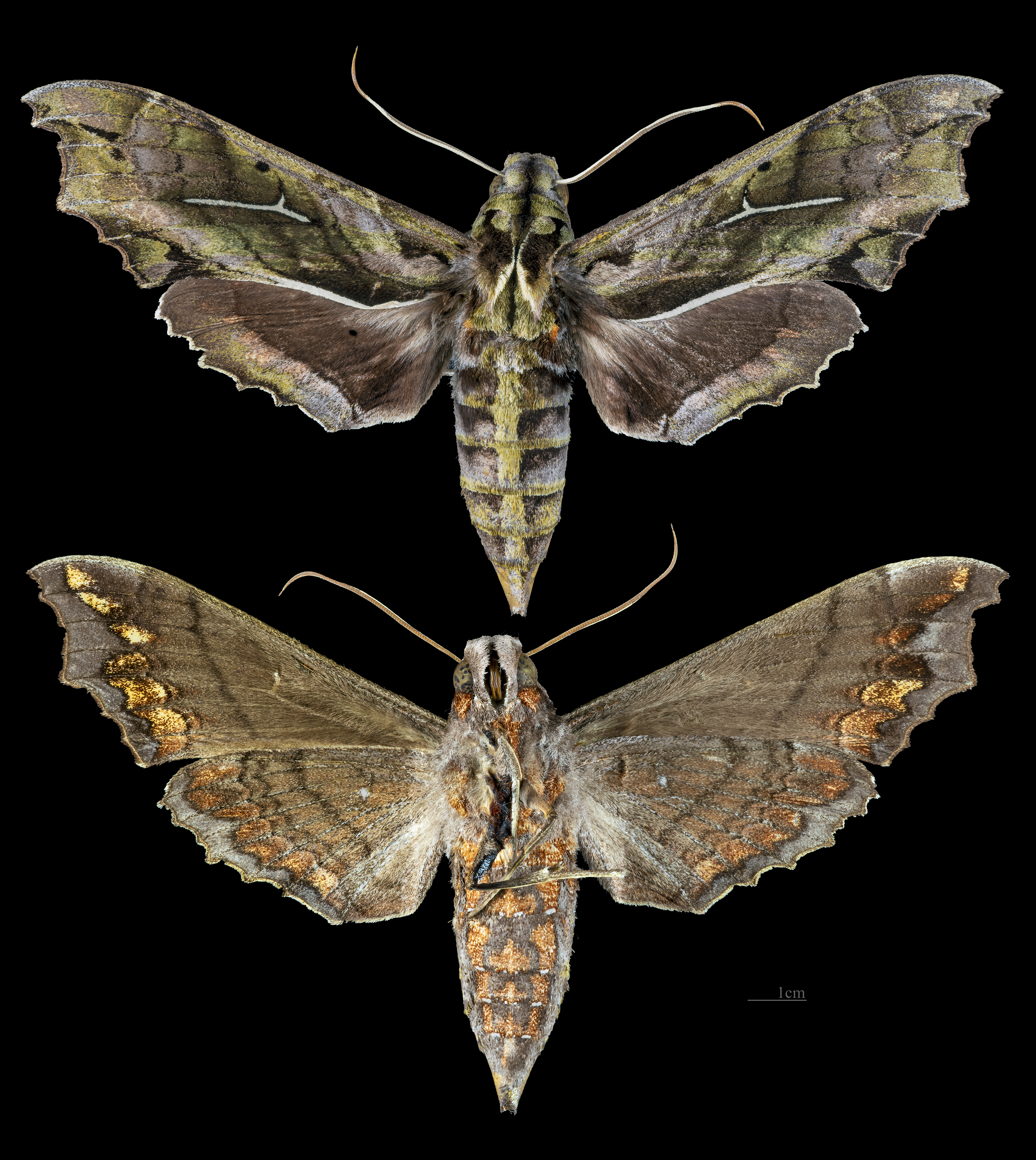
Hemeroplanes longistriga
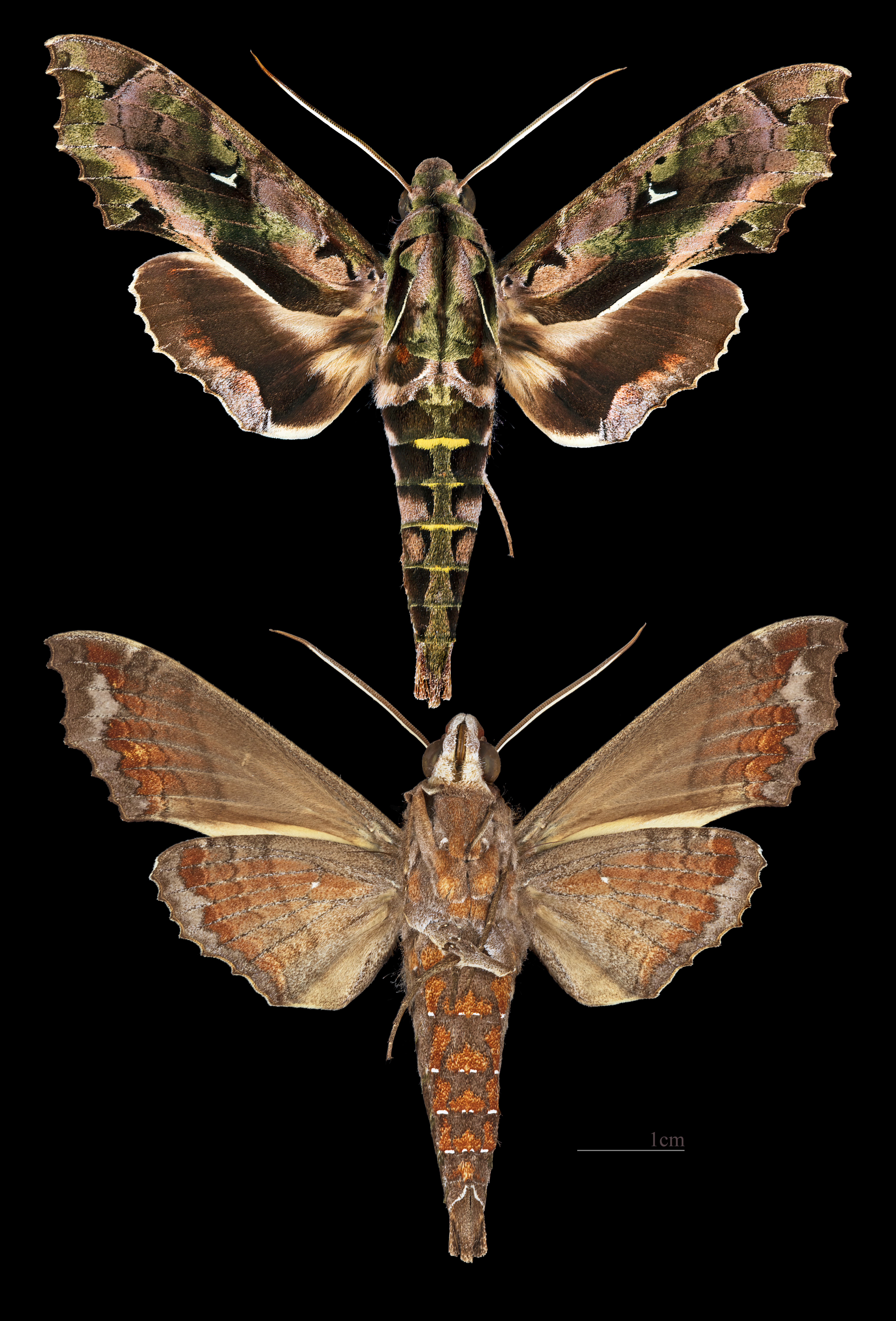
Hemeroplanes ornatus
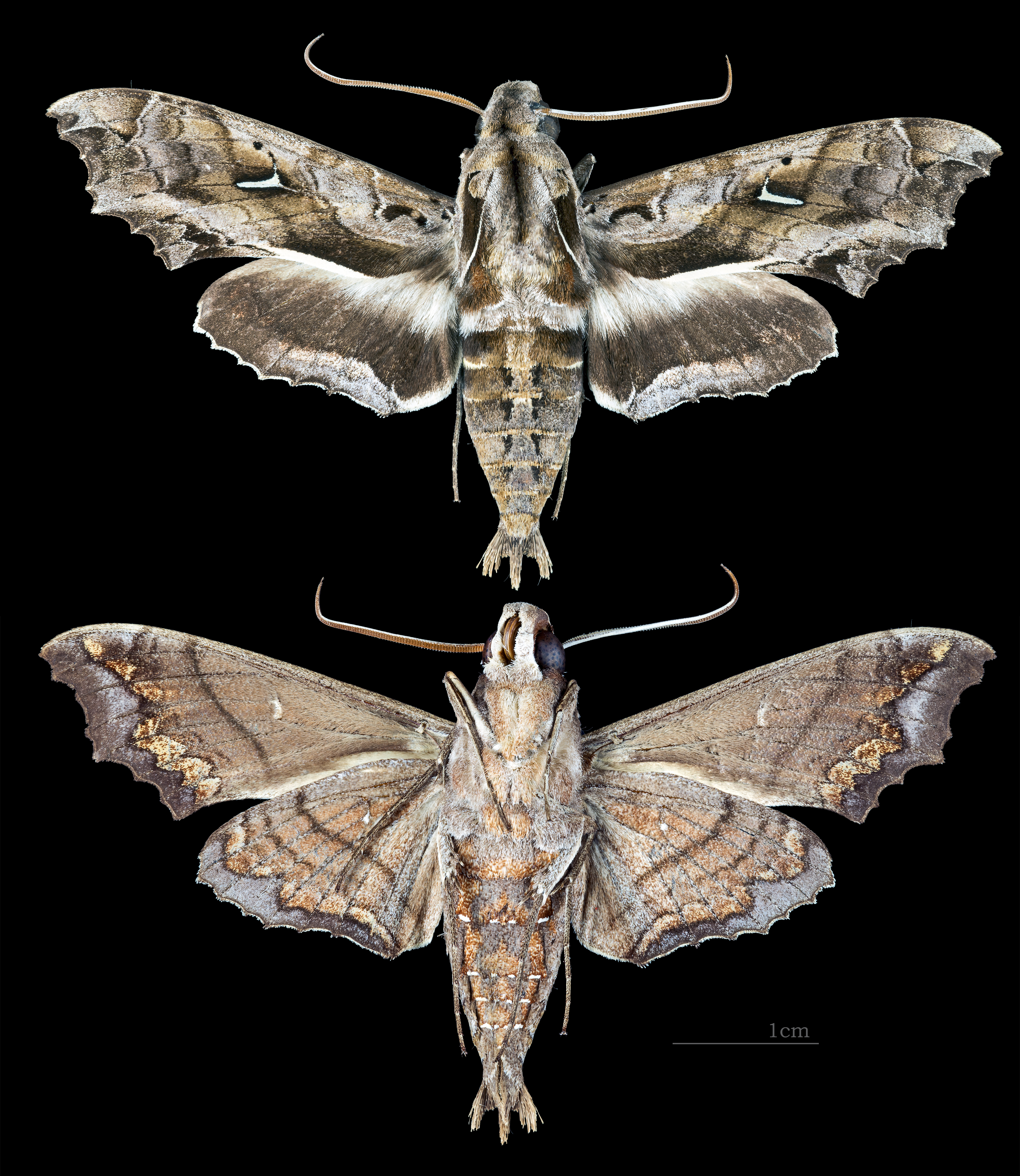
Hemeroplanes triptolemus

## Hình ảnh

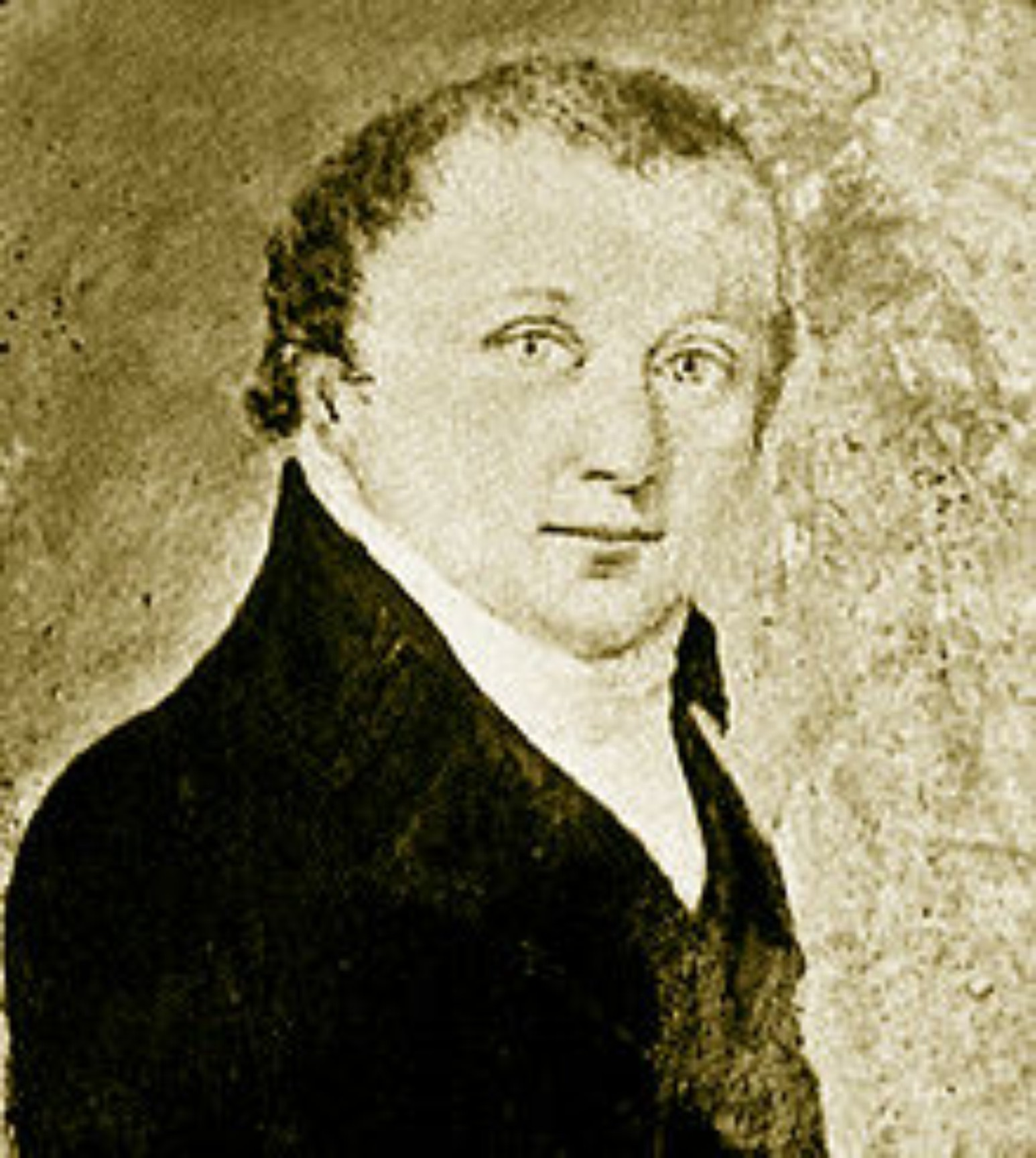
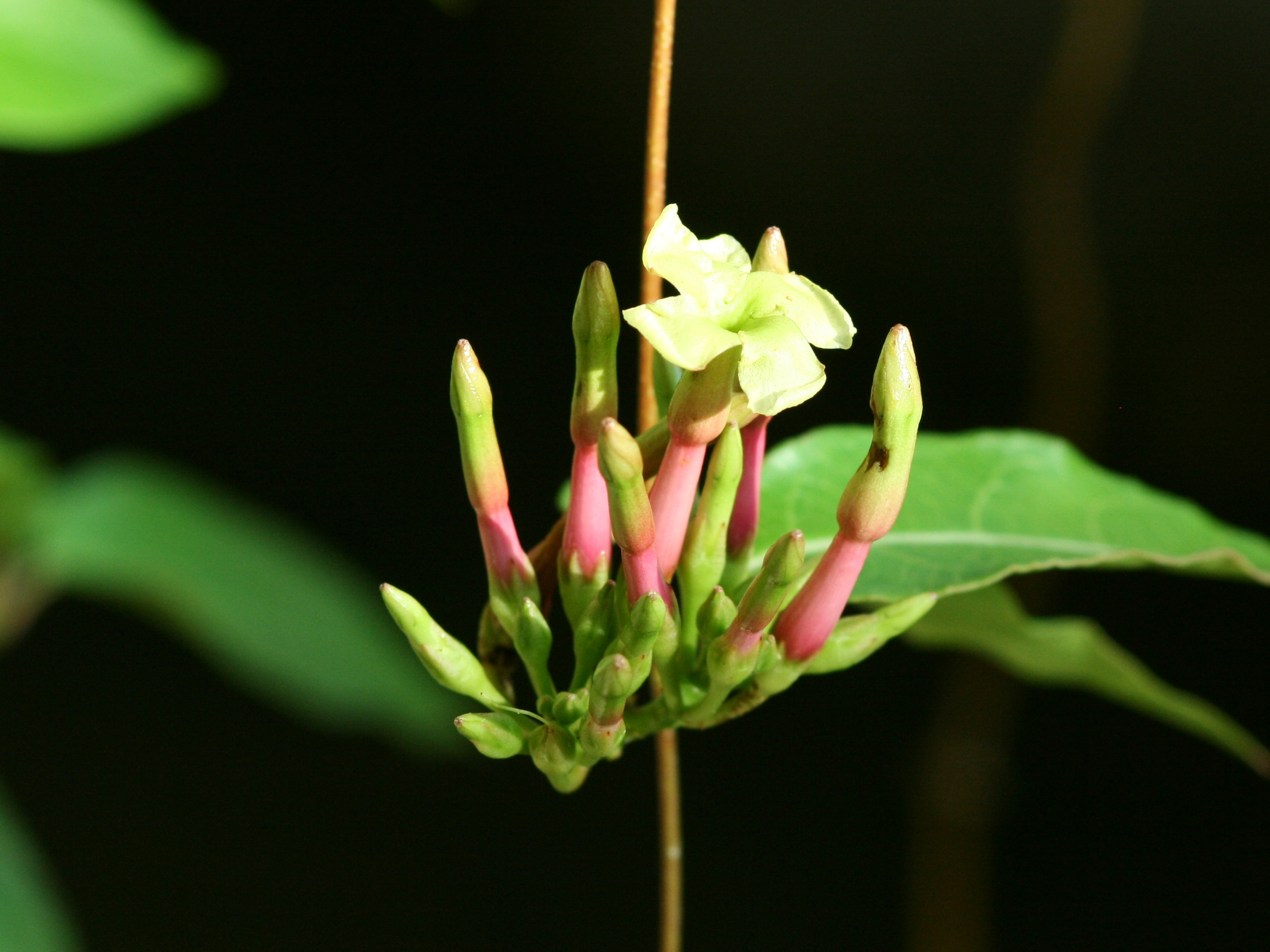